# Cratere Chiyojo
Chiyojo  è un cratere sulla superficie di Venere. Deve il suo nome a Fukuda Chiyo-ni (in giapponese 福田 千代尼?), scrittrice giapponese del XVIII secolo.